# لويس زنبقة
لويس زنبقة ( 1928 - 1979 ) هو ملحن عراقي وملحن السلام الجمهوري العراقي الأول بعد ثورة 1958 وتأسيس الجمهورية العراقية .

## نشأته
ولد في في الأول من كانون الثاني سنة 1928 في بغداد لعائلة مسيحية كاثوليكية من الموصل.

## حياته التعليمية
في عام 1949 أو 1950 تخرج من معهد الفنون الجميلة بدرجة شرف وفي عام 1955 سافر لأول مرة خارج العراق إلى النمسا عن طريق تركيا وحضر مهرجان سالسبورج الموسيقي الدولي وشاهد هناك الاوبرا لأول مرة في حياته.

## تلحينه السلام الجمهوري
بعد سقوط النظام الملكي في ثورة 14 تموز 1958 كان لابد من تغيير السلام الملكي إلى السلام الجمهوري، فبادر الملحن لويس زنبقة بتلحين السلام وقدمهُ لأول مرة في يوم 20 تشرين الثاني 1958.

## وفاته
توفي سنة 1979.